# Pseudo-Opían
Pseudo-Opían és el nom convencional que rep l'autor de les Cinegètiques (en grec antic: Κυνηγετικά, Kynēgetikà), una obra en grec escrita cap a l'any 200 dC i tradicionalment atribuïda a Opían de Cilícia. Modernament, es considera que Opían no és l'autor de les Cinegètiques, el qual també rep el nom d'Opían d'Apamea, perquè en el mateix text l'autor afirma que va néixer en aquesta ciutat.
Les Cinegètiques són un poema didàctic d'uns 2.100 hexàmetres dividit en quatre llibres, que tracta sobre l'art de la caça i que s'ha conservat fins als nostres dies. Malgrat que la tradició manuscrita presenta les Cinegètiques juntament amb les Halièutiques, una obra semblant sobre pesca, sota l'autoria d'Opían de Cilícia, els filòlegs moderns consideren que els dos texts no poden ser obra d'un mateix autor: malgrat que les Cinegètiques daten del regnat de Marc Aureli (161-180) i les Halièutiques del de Septimi Sever (198-211), les Cinegètiques presenten una llengua, un estil i una qualitat literària molt més acurades que no pas les Halièutiques. Com que sembla improbable que dos escriptors gairebé contemporanis autors de poemes de temàtica tan semblant compartissin un nom tan poc habitual, hom considera que les Halièutiques són obra d'un autor desconegut, i que varen ser atribuïdes a Opían per confusió.
Els manuscrits esmenten una tercera obra, les Ixèutiques (sobre falconeria), que no s'ha conservat però se'n preserva un resum, que també s'atribueix a Opían, i que podria ser obra del mateix Pseudo-Opían o, més raonablement, d'un tercer autor (potser Dionisi, autor d'un tractat sobre pedres: Lithiaca).